# 美铁普运型铁路客车
美铁普运型铁路客车（英文原名：Amfleet）是美国企业巴德公司为美铁制造的一型单层铁路客车，用于城际旅客列车，制造于20世纪70年代后期至80年代初期，一直服役至今，拥有“美铁普运1型铁路客车（英文原名：Amfleet I）”和“美铁普运2型铁路客车（英文原名：Amfleet II）”两个子型号。
巴德公司研制“美铁普运型铁路客车”时参考了自己之前的产品“巴德都市圈动车组”。首批“美铁普运型铁路客车”于1973年下单，数量为57节，用于在东北走廊上巴德都市圈动车组的补充。“美铁普运型铁路客车”在包括东北走廊在内的全美多条铁路客运线路上均有广泛的使用。先出品的子型号“美铁普运1型铁路客车（英文原名：Amfleet I）”，共制造492节，交付于1975年至1977年间，用于线路长度较短的旅客列车线路。后出品的子型号“美铁普运2型铁路客车（英文原名：Amfleet II）”，共制造150节，交付于1980年至1983年间，用于线路长度较长的旅客列车线路。这些车厢为巴德公司所制造的最后一批城际铁路客车。
车厢类型包括长途座位车、短途座位车、餐车、娱乐车、观景车、卧铺车。部分娱乐车、观景车后改为餐车、商务座车。美铁20世纪70年代还曾实验性的将座位车改装为卧铺车。“美铁普运1型铁路客车”车厢两端两侧均有车门，“美铁普运2型铁路客车”仅车厢一端两侧设有车门。“美铁普运2型铁路客车”亦拥有更大的车窗。
“美铁普运型铁路客车”是美铁成立后的第一型新购由机车牵引的城际铁路客车，同时是美国1965年之后研制的第一型同类型铁路客车。20世纪70年代中期起引入这型铁路客车后，改善了美铁的列车总体可靠性，并吸引了更多的乘客。2021年时，全部642节“美铁普运型铁路客车”中的569节仍在运营中。截至2023年，“美铁普运型铁路客车”仍在美国东部、美国中西部有着广泛的运用，其仍是美铁单层铁路客车的主力车型。